# 52242 Michelemaoret
52242 Michelemaoret è un asteroide della fascia principale. Scoperto nel 1981, presenta un'orbita caratterizzata da un semiasse maggiore pari a 2,6793183 au e da un'eccentricità di 0,1900500, inclinata di 12,57216° rispetto all'eclittica.
L'asteroide è dedicato all'insegnante di matematica e fisica Michele Maoret.